# Slobodno zidarstvo u Hrvatskoj
| Velike lože                                   | Broj loža |
| --------------------------------------------- | --------- |
| Velika loža Hrvatske                          | 18        |
| Velika nacionalna loža Hrvatske               | 7         |
| Velika regularna loža Hrvatske                | 7         |
| Međunarodni red "Le Droit Humain" u Hrvatskoj | 4         |
| Veliki orijent Francuske                      | 1         |
| Velika ženska loža Francuske                  | 1         |
| Veliki orijent Slovenije                      | 1         |
| Velika simbolička loža Hrvatske               | 4         |
| Časni red univerzalne komasonerije            | 1         |
| Zagreb • Rijeka • Osijek • Split • Varaždin   |           |

Slobodno zidarstvo u Hrvatskoj djeluje od druge polovice 18. stoljeća. Prvu hrvatsku ložu slobodnih zidara osnovali su 1764. godine u Glini časnici koji su sudjelovali u Sedmogodišnjem ratu. Najzaslužniji za pojavu organiziranoga slobodnog zidarstva u Hrvatskoj bio je grof Ivan Drašković. Prva hrvatska velika loža utemeljena je još 1775. godine.
Danas u Hrvatskoj djeluje regularna Velika loža Hrvatske i nekoliko liberalnih, odnosno kontinentalnih, velikih loža. Također, inozemne nadležnosti, poput Velikog orijenta Francuske i Velike ženske lože Francuske, imaju svoje lože u Hrvatskoj.

## Povijest
Grof Ivan VIII. Drašković je u Glini 1764. godine osnovao prvu ložu na području današnje Hrvatske, "Ratno prijateljstvo". Na poticaj grofa Draškovića poslije je bilo osnovano nekoliko loža: "Savršen savez" u Varaždinu (1772., od 1774. "Sloboda"), "Mudrost" u Zagrebu (1773.), časnička Loža "Nepobjediva ruka vojske" u Otočcu (1777.) te Loža "Hrabrost" u Karlovcu (1780.). Grof Stjepan Niczky osnovao je 1773. godine u Osijeku Ložu "Budnost" te u Križevcima, koja je s varaždinskom i zagrebačkom činila Ložu "Slobodni savez". Starješina i jedan od osnivača lože u Varaždinu "Kod tri zmaja" (1775.) bio je grof Franjo Drašković. Godine 1775. u dvorcu Brezovici glinska, varaždinska, zagrebačka i križevačka loža proglasile su neovisnost nove Velike pokrajinske lože Hrvatske. Prvi njezin veliki majstor bio je Ivan Drašković, a na skupštini 1777. godine bili su doneseni njezini statuti i rituali, tzv. Draškovićeva opservancija.
Godine 1795. godine carskim dekretom car Franjo II. zabranjeno je slobodno zidarstvo u čitavoj Habsburškoj Monarhiji, a time i u Hrvatskoj. Ipak za Napoleonove vlasti (1806. – 1813.) prve slobodnozidarske lože u Ilirskim pokrajinama osnivali su francuski časnici i činovnici pod zaštitom Velika orijenta Francuske. Tako su bile osnovane lože u Zadru (1806.), Splitu (1806.), Dubrovniku (1808.), Šibeniku (1809.), Rijeci (1809.) i Karlovcu (1809.). Povratkom habsburške vlasti 1813. godine lože su ponovno bile zabranjene.
Nakon Austro-ugarske nagodbe ponovo započinje slobodan rad loža slobodnih zidara. Tada je u Sisku bio osnovan masonski klub Vjenčić (1870.) i Loža "Ljubav bližnjega" (1872.), a u Zagrebu "Hrvatska vila" (1892.), prva loža koja se u svojem radu služila hrvatskim jezikom. Godine 1901. bila je osnovana Loža "Sirius" u Rijeci, 1912. godine "Budnost" u Osijeku, a 1913. godine "Maksimilijan Vrhovac" u Zagrebu. U Zagrebu je 1912. godine otvoren hram lože, a 1913. godine počeo je izlaziti časopis Glasnik, službeno glasilo hrvatskih slobodnih zidara. Do Prvog svjetskog rata sve hrvatske lože bile su u sastavu Velike simboličke lože Ugarske.
Godine 1918. bila je osnovana samostalna hrvatska Velika loža "Ljubav bližnjega", a 1919. godine Velika loža Srba, Hrvata i Slovenaca "Jugoslavija" sa sjedištem u Beogradu. Potonja je obuhvatila i hrvatske lože "Maksimilijan Vrhovac", "Grof Ivan Drašković" (1919.) i "Budnost", ali budući da nije priznala samostalnu hrvatsku veliku ložu, hrvatski slobodni zidari utemeljili su niz novih loža (1919. "Pravednost" u Zagrebu, 1925. "Slobodu" u Dubrovniku, 1925. "Ivanjski krijes" u Karlovcu). Među njima je bila i Loža "Prometej" u Zagrebu (1926.), koja se u svojoj deklaraciji kritički postavila prema političkoj angažiranosti Velike lože Jugoslavije. Članovi Prometeja zajedno s članovima obnovljene Velike lože "Ljubav bližnjega" i Amicitia (osn. 1927.) utemeljili su 1927. godine Veliku simboličku ložu "Libertas", koja je djelovala do 1938. godine. Do početka Drugog svjetskog rata bile su utemeljene lože "Pravda" u Splitu te "Pitagora", "Humanitas", "Neptun", "Rudjer Bošković" i "Bratstvo" u Zagrebu.
Godine 1940. rad loža bio je zabranjen na području cijele Jugoslavije, a uspostavom Nezavisne Države Hrvatske velik broj hrvatskih slobodnih zidara bio je odveden u logore Jasenovac i Stara Gradiška, ali je dio njih bio oslobođen 1942. godine.
Godine 1992. je Velika loža Austrije osnovala Ložu "Ilirija" u Beču sa zadatkom primanja slobodnih zidara iz Hrvatske i Slovenije, a 1994. godine njezino djelovanje bilo je ograničeno samo na Hrvatsku. U 1996. godini osnovane su prve tri lože u Zagrebu, lože "Hrvatska vila", "Grof Ivan Drašković" i "Tri svjetla", a one su sljedeće godine, 1997., uspostavile Veliku ložu Hrvatske. Ovu veliku ložu je 1999. godine priznala Ujedinjena velika loža Engleske (UGLE) kao regularnu, a do 2001. godine još 30 velikih loža s pet kontinenata.

## Regularna velika loža
Velika loža Hrvatske (VLH) je regularna hrvatska velika loža osnovana 1997. godine u Zagrebu. Ima preko 400 članova u 18 loža u Zagrebu, Varaždinu, Rijeci, Splitu i Osijeku. Ujedinjena velika loža Engleske (UGLE) je 1999. godine priznala ovu veliku ložu kao regularnu. Zagrebački odvjetnik Marijan Hanžeković je bio njezin veliki majstor do svoje smrti.

## Tradicionalne i liberalne velike lože
U Hrvatskoj danas djeluje nekoliko velikih loža koje pripadaju kontinentalnom (liberalanom, adogmatskom) ili tradicionalnom ustroju. Velika loža Hrvatske je jedina regularna velika loža.
Velika nacionalna loža Hrvatske (VNLH) je mješovita velika loža osnovana 2014. godine u Rijeci. Članica je nekoliko međunarodnih saveza, između ostalih i CLIPSAS-a i Alijanse masona Europe. Ima preko 160 članova u sedam loža u Rijeci, Zagrebu, Osijeku i Splitu.
Hrvatska pionirska federacija "Le Droit Humain" (LDH) je hrvatski ogranak istoimenog međunarodnog reda za muškarce i žene. Prva hrvatska loža osnovana je 2016. godine u Zagrebu. Danas djeluju četiri lože u Zagrebu, Splitu i Osijeku. Prije toga, red je u Zagrebu djelovao i u razdoblju između 1925. i 1940. godine.
Velika regularna loža Hrvatske (VRLH) je tradicionalna velika loža osnovana 2017. godine u Zagrebu pod nazivom Veliki orijent Hrvatske (VOH). Veliki majstor ove velike lože bio je zagrebački oftalmolog Nikica Gabrić. Od svibnja 2021. godine nosi novi naziv. Ima sedam loža u Zagrebu, Rijeci i Splitu te je članica ICUGL-a.
Velika simbolička loža Hrvatske (VSLH) je mješovita velika loža osnovana 2018. godine u Rijeci. Ima preko 100 članova u četiri lože u Rijeci, Zagrebu i Splitu.
U Zagrebu od početka 2021. godine djeluje Svjetska unija "Libertas 5775" uz koju se vežu određene kontroverze. Pod okriljem ove unije u Hrvatskoj djeluje nekoliko mješovitih velikih loža:
- Velika suverena loža Hrvatske "Libertas A.D. 1775"[15] je osnovana u siječnju 2020. godine u Zagrebu od dijela članova koji je izašo iz Velikog orijenta Hrvatske. U ožujku 2021. godine u Sarajevu ova velika loža je s velikim ložama iz još četiri susjedne zemlje formirala Svjetsku uniju Libertas.[16] Okuplja četiri lože, dvije u Zagrebu te po jedna u Osijeku i Dubrovniku.[17]
- Velika suverena loža Hrvatske "Grof Drašković" (VSLHGD) je osnovana u ožujku 2022. godine u Zagrebu te nosi naziv po grofu Ivanu Draškoviću. Ima tri lože u Zagrebu.[18][19]

Velika suverena loža Dačije (VSLD) jedna je od mlađih mješovitih i adogmatskih velikih loža u Hrvatskoj. Nosi naziv po Daciji, povijesnoj pokrajini na području koje danas pripada Rumunjskoj.
Dio je Međunarodnog suverenog utočišta Dačije, osnovanog u Rumunjskoj, koje djeluje putem sestrinskih velikih loža (tj. velikih loža istog naziva) u desetak drugih država pod okriljem Velike masonske alijanse "Tracija".

## Inozemne velike lože u Hrvatskoj
Pored hrvatskih velikih loža, u Hrvatskoj djeluju i lože koje su pod okriljem drugih nacionalnih velikih loža, kao što su:
- Veliki orijent Slovenije (VOS) pod svojim okriljem u Hrvatskoj ima jednu ložu, i to Ložu "Hermes" koja djeluje u Zagrebu od 2013. godine.[23]
- Veliki orijent Francuske (GOdF) pod svojim okriljem ima jednu ložu u Rijeci. Ova loža je u travnju 2019. godine imala 14 članova.[24][15] U vrijeme Ilirskih pokrajina, Veliki orijent je pod svojim okriljem imao i lože u Zadru, Dubrovniku, Rijeci i Karlovcu.[25]
- Velika ženska loža Francuske (GLFF) u Hrvatskoj ima jednu ložu pod svojim okriljem, i to Ložu "Uzorita" koja djeluje u Zagrebu od travnja 2022. godine.[26][27]
- Časni red univerzalne komasonerije (HOUCM) pod svojim okriljem u Hrvatskoj ima jednu ložu, i to Ložu "Esena" br. 32 koja djeluje od 2024. godine u Vojnovcu Kalničkom, Koprivničko-križevačka županija.[28]

Veliki orijent Slovenije, Veliki orijent Francuske i Velika ženska loža Francuske su svi članovi dva značajna međunarodna saveza, i to CLIPSAS (ima posebni savjetodavni status pri Ekonomskom i socijalnom vijeću Ujedinjenih naroda) i Alijansa masona Europe (upisana u Registar transparentnosti Europske komisije).
Pored njih u Hrvatskoj djeluju i:
- Loža "Conte Gondola" iz Zagreba napustila je Veliki orijent Hrvatske u siječnju 2020. godine i pristupila jednoj rumunjskoj velikoj loži.[31]
- Loža "Dacia" radi pod okriljem jedne rumunjske obedijencije.[15]
- Jedna loža u Zagrebu, pokrenuta preko Atlante i Chicaga, slijedi Drevni i izvorni obred Memfisa-Mizraima iz linije nekadašnjeg velikog hierofanta Michaela Bertiauxa.[32][27][33]

Neke lože slobodnih zidara bile su pod okriljem drugih nacionalnih velikih loža, kao što su:
- Velika nacionalna matična loža "Tri globusa" (GNML 3WK) iz Pruske je u Zagrebu 1773. godine osnovala Ložu "Mudrost". Ova loža će dvije godine kasnije preći u Draškovićevu veliku ložu.
- Veliki orijent Italije (GOI) je pod svojim okriljem u prvoj polovici 1920-ih u Rijeci imao Ložu "Sirius", a prije toga, kratko za vrijeme Ilirskih pokrajina, i Ložu "Eugen Napoleon" u Zadru.
- Red "Le Droit Humain" (LDH) je između dva rata imao dvije mješovite lože u Zagrebu.[34]
- Velika loža Austrije (GLvÖ) je u rujnu 1996. godine osnovala tri lože u Zagrebu, "Grof Ivan Drašković", "Hrvatska vila" i "Tri svjetla". Ove tri lože su u studenom 1997. godine formirale Veliku ložu Hrvatske.[35][36][37]
- Velika loža Italije (GLI) je osnovala Ložu "Iliria" u Rijeci 2012. godine te Ložu "Sapientia" u Zagrebu 2013. godine. Ove dvije lože s Ložom "Liburnia" iz Trsta formirale su Veliku nacionalnu ložu Hrvatske u veljači 2014. godine u Rijeci.[7][38]
- Veliki orijent Srbije (VOS) je početkom 2017. godine pod svojim okriljem u Zagrebu imao Ložu "Ban Josip Jelačić". Ova loža će kasije te godine formirati Veliki orijent Hrvatske.[11]
- Velika loža "Nikola Tesla" (VLNT) iz Srbije je pod svojim okriljem u Zagrebu imala Ložu "Kralj Dmitar Zvonimir". Ova loža će u siječnju 2020. godine formirati Veliku regularnu ložu kralja Dmitra Zvonimira.[39]

## Ugašene velike lože
U modernoj Hrvatskoj djelovale su sljedeće velike lože:
- Velika loža Croatia (VLC)[40] bila je tradicionalna velika loža koja je radila od 2017. do 2021. godine. Osnovana pod pokroviteljstvom Velikog orijenta Hrvatske iz kojeg je istupila krajem 2017. godine kada i mijenja svoj naziv.[41][42] Sve njene lože su 2021. godine prešle u hrvatski organak  međunarodnog reda Le Droit Humain.[43]
- Velika regularna loža kralja Dmitra Zvonimira (VRLKDZ) bila je mješovita velika loža koja je radila od 2020. do 2023. godine. Nosila je naziv po Dmitru Zvonimiru, hrvatkom vladaru iz 11. stoljeća. Bila  je jedna od osnivačica Svjetske unije Libertas.[16] Okuplja je četiri lože, tri u Zagrebu te jednu žensku ložu u Samoboru. Raspuštena je krajem 2023. godine a većina članova prelazi u jednu veliku ložu u Sloveniji.[44]
- Velika loža "Ponoć" (VLP) bila je mješovita velika loža koja je pod svojim okriljem imala tri lože u Vojnovcu Kalničkom, kod Kalnika, Koprivničko-križevačka županija. Osnovana je uz pomoć kontroverzne Velike lože "Nikola Tesla" iz Srbije.[45] Tri lože u Vojnovcu Kalničkom bile su: "Sinovi svjetla", "Agla" i "Glasnici svjetlosti".[46]

Na području današnje Hrvatske do zabrane slobodnog zidarstva 1940. godine djelovalo je cijeli niz muških velikih loža. Pored Velike lože "Ljubav bližnjega", koja je radila u Zagrebu i Osijeku, te Velike simboličke lože "Libertas", koja je radila samo u Zagrebu, djelovalo je i nekoliko velikih loža koje su pokrivale kako područje današnje Hrvatske tako i područja cijele države koje je Hrvatska bila sastavnica, poput Velike simboličke lože Ugarske (1872. – 1918.) ili Velike lože "Jugoslavija" (1919. – 1940.).

## Slobodnozidarski obredi u Hrvatskoj
Slobodnozidarski obred je koherentan skup rituala, simbolike i praksi koji definiraju slobodnozidarski ceremonijal. Lože u Hrvatskoj rade po nekoliko obreda. Velika loža upravlja simboličkim stupnjevima plave lože (učenik, pomoćnik i majstor) a upravljanje visokim stupnjevima je delegirano na dodatne redove i tijela.
Velike lože koje u plavoj loži rade po Drevnom i prihvaćenom škotskom obredu su:
- Velika nacionalna loža Hrvatske
- Međunarodni red "Le Droit Humain" u Hrvatskoj
- Velika regularna loža Hrvatske
- Velika simbolička loža Hrvatske

Velike lože koje u plavoj loži rade po Schröderovom obredu su:
- Velika loža Hrvatske
- Velika suverena loža Hrvatske "Grof Drašković"

## Poznati slobodni zidari
Članovi loža u hrvatskim gradovima bili su:

### 18. stoljeće i vrijeme Ilirskih pokrajina
- Andrija Ljudevit Adamić, trgovac i poduzetnik
- Adalbert Adam Barić, pravnik, sveučilišni profesor i spisatelj
- grof Ivan VIII. Drašković, pukovnik
- grof Janko Drašković, političar
- grof Josip Kazimir Drašković, austrijski general
- Josip Galjuf, zagrebački biskup
- grof Ignjat Gyulay, austrijski podmaršal, hrvatski ban
- barun Franjo Jelačić, general i podmaršal austrijske carske vojske
- Antun Kojović, pjesnik, prozni pisac i dramatik
- Ignjat Martinović, znanstvenik, filozof, književnik
- grof Antun Pejačević, vojni časnik, gospodarstvenik i mecena
- Maksimilijan Vrhovac, zagrebački biskup
- barun Josip Filip Vukasović, vojni časnik
- Stefan Stratimirović, pravoslavni episkop, karlovački metropolit
- Nikola Škrlec, pravnik, ekonomist i političar

### Austro-Ugarska i Jugoslavija (1870. – 1940.)
- Vladoje Aksmanović, arhitekt
- Ivo Andrić, književnik
- Budislav Grga Angjelinović, političar i publicist
- Vladimir Arko, poduzetnik
- Josip Badalić, književni povjesničar, slavist
- Antun Barac, književni povjesničar, književni kritičar i prevoditelj
- Krešimir Baranović, skladatelj i dirigent
- Slavko Batušić, dramaturg
- Bruno Bauer, arhitekt
- Julije Benešić, književnik, prevoditelj i jezikoslovac
- Ivan Bojničić, povjesničar i arhivist
- grof Josip Bombelles, diplomat
- Mirko Breyer, bibliofil, knjižar-nakladnik
- Spiridion Brusina, zoolog
- Julije Budisavljević, kirurg
- Srđan Budisavljević, odvjetnik i političar
- Ramiro Bujas, psiholog
- Giovanni de Ciotta, političar
- Bela Čikoš Sesija, slikar i likovni pedagog
- Mirko Deanović, talijanist i romanist, leksikograf
- Miroslav Feldman, književnik, liječnik i pjesnik
- Ignjat Fischer, arhitekt, gradski zastupnik i javni djelatnik
- Fran Folnegović, političar i publicist
- Manko Gagliardi, političar, dužnosnik austro-ugarske policije
- Ignjat Granitz, poduzetnik, industrijalac
- Franjo Hanaman, kemičar i metalurg
- Hinko Hinković, odvjetnik, publicist i političar
- Gustav Krklec, književnik i prevoditelj
- Slavko Kvaternik, časnik, političar i državni dužnosnik
- Marko Kostrenčić, pravnik, povjesničar i političar
- Aleksandar Licht, publicist, pjesnik i prevoditelj
- Rudolf Matz, violončelist, skladatelj, dirigent
- Adolf Mihalić, pravnik
- Mijo Mirković, književnik, ekonomist, sveučilišni profesor i novinar
- Grga Novak, povjesničar i arheolog
- Ante Pavelić, stomatolog, političar
- Ivo Perović, političar
- Ivo Politeo, odvjetnik
- Svetozar Pribićević, političar
- Vladimir Prelog, kemičar
- Ivan Ribar, političar
- Frano Supilo, novinar, političar i publicist
- Gjuro Szabo, povjesničar, konzervator i muzeolog
- Branimir Šenoa, slikar, grafičar i povjesničar umjetnosti
- Ferdo Šišić, povjesničar
- Andrija Štampar, liječnik
- Ivan Šubašić, odvjetnik i političar
- Marino Tartaglia, slikar i likovni pedagog
- Ante Tresić Pavičić, književnik i političar
- Ante Trumbić, političar i pravnik
- Antun Tunč Ulrich, arhitekt
- Antun Vakanović, pravnik i političar
- Maksimilijan Vanka, slikar
- Čedomil Veljačić (Ñāṇajīvaka), budistički svećenik
- Milan Vidmar, slovenski šahist
- Vladimir Vidrić, književnik
- Đuro Vilović, književnik
- Vale Vouk, botaničar
- Vladimir Vranić, matematičar
- Pavao Vuk-Pavlović, filozof i pjesnik
- Boris Zarnik, biolog
- Milovan Zoričić, pravnik i sportski djelatnik